# Кучук-Узенбаш (река)
Кучук-Узенбаш (укр. Кучук-Узенбаш, крымскотат. Küçük Özenbaş, Кучюк Озенбаш) — маловодная река в горном Крыму, левый приток реки Бельбек. Длина водотока — 4,6 км, площадь водосборного бассейна — 21,0 км².

## Название
Тюркское сочетание «узен баш» переводится, как начало, исток реки, «кучук» — малый (видимо, в сравнении с Биюк-Узенбашем).

## География

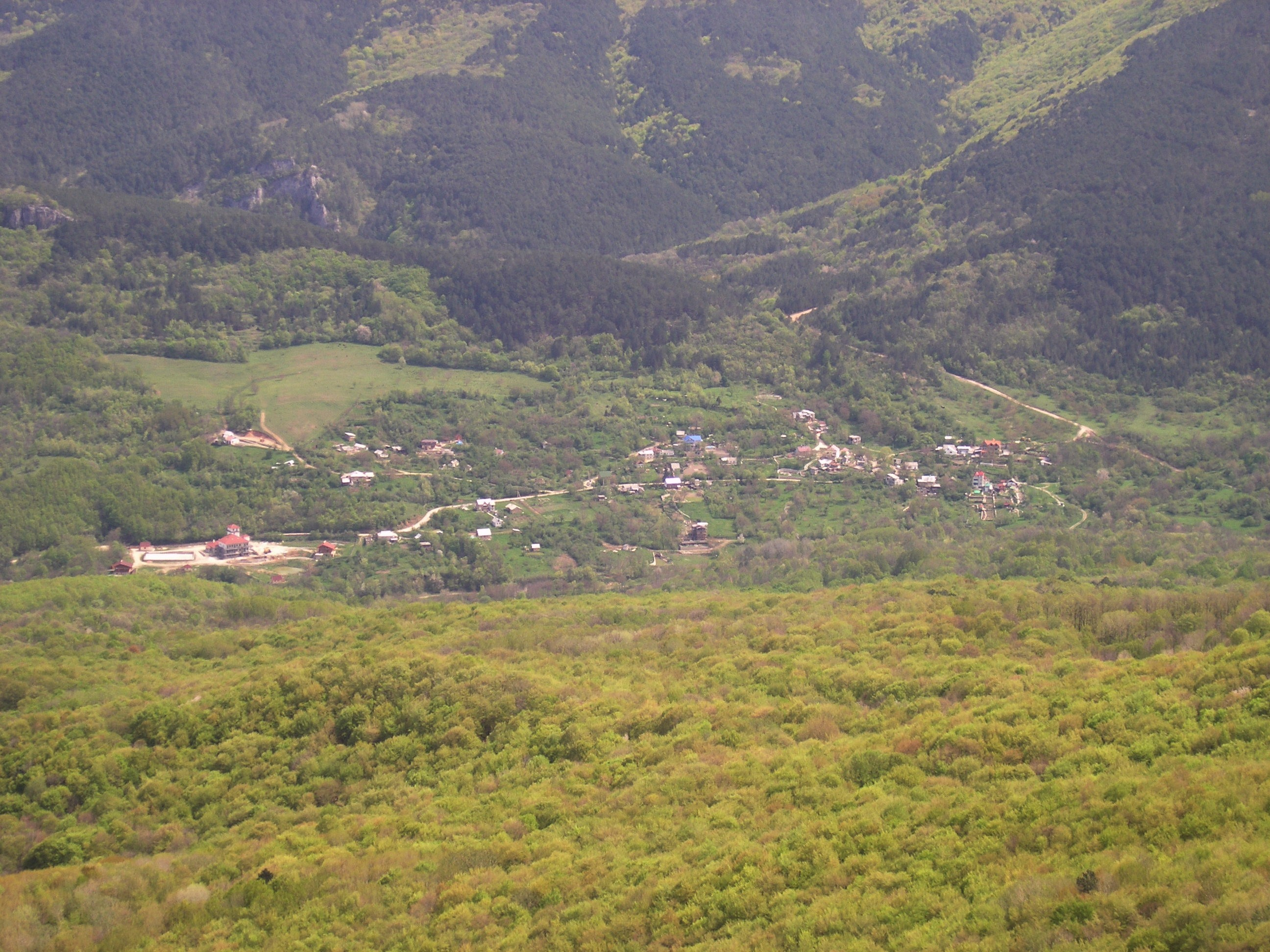
Долина Кучук-Узенбаш в районе Многоречья

Исток реки на северном склоне горы Эндек, пополняются многочисленными карстовыми родниками на северо-западных склонах Ялтинской яйлы (у горы Биликля), при этом основным истоком принят источник Кучук-Узеньбашский, находящийся в балке Бурма за южной окраиной современного Многоречья (ранее это была территория впоследствии сильно уменьшившегося села) на высоте 227 саженей (484 м). Ранее, в материалах Партии Крымских Водных изысканий 1916 года, родник назван Биюк-Дере, вытекающий из известняков с дебитом по наблюдениям с декабря 1914 года по сентябрь 1915 года: наибольший — 28800, наименьший — 1526 вёдер в сутки. Температура от 3,2° R в марте до 6,0° R в сентябре. Почти непосредственно от источника часть воды по тубам отводится в фонтан Джами-узень. Кучук-Узенбаш течёт на север, с уклоном русла 52,2 м/км, принимая, согласно справочнику «Поверхностные водные объекты Крыма», 1 безымянный приток длиной менее 5 километров, на современных картах подписанный, как балка Ханлы-Дере. Среднемноголетний сток реки на гидропосте Многоречье — 0,203 м³/с, в устье — 0,18 м³/с. В 1914—1915 году «Партией Крымских Водных изысканий» проводится замер стока примерно на том же месте и средний был определён в 4222380 вёдер в сутки, при максимуме 22800000 и минимуме 358000 вёдер. В селе Счастливое впадает слева в Бельбек в 55 км от её устья. Водоохранная зона Кучук-Узенбаша установлена в 50 м.